# Dolfin-klassen
Dolfin-klassen er en diesel-elektrisk ubåd udviklet og bygget af Howaldtswerke-Deutsche Werft AG (HDW) i Tyskland for Heyl Ha'Yam. Den er baseret på eksportubådsklassen 209, men er blevet bygget større og er blevet væsentligt ændret i forhold til den oprindelige 209-klasse. Dolfin-klassen er uden sammenligning de dyreste aktiver i Israel Defense Forces og er betragtet som værende mellem de mest sofistikerede og kapable konventionelle ubåde i verden.

## Ubådene
De første to ubåde (Dolfin og Leviathan) blev doneret af Tyskland og den tredje (Tekumah) blev købt af Israel. De første to enheder blev leveret i 1997 og den sidste i 1999. Under Golfkrigen (1991) blev tyske firmaer beskyldt for at støtte Iraks kemiske våbenprogram, hvilket førte til store protester i både Tyskland og Israel. For at dæmpe Israels bekymringer, og holde tyske værfter beskæftiget, besluttede daværende Forbundskansler Helmut Kohl at donere en støttepakke til Israel indeholdende konstruktionen af to ubåde.
I 2006 underskrev Israel en kontrakt med HDW om anskaffelsen af yderligere to ubåde Disse to ubåde er en opgraderet version af Dolfin-klassen med et "luftuafhængigt fremdriftssystem", som det på de tysk/italienske 212-klasse ubåde. Den 6. juli 2006 besluttede den tyske regering at betale et forskud på konstruktionen, omkring 170 mio. euro, så ubådene står færdig i 2012. De to ubåde koster tilsammen omkring 1,3 milliarder euro, hvoraf Tyskland har betalt godt en tredjedel. Både Israel og Tyskland har nægtet at kommentere et potentielt salg af yderligere en enhed af denne type.
Dolfin-klassen erstattede den aldrende Gal-klasse som havde været i tjeneste siden slutningen af 1970'erne.

## Bevæbning
Ubådene er udrustet med seks 533 mm torpedorør, hvorfra der også kan affyres UGM-84 Harpoon. Ubådene er desuden udrustet med fire 650 mm torpedorør. Ubådene er også i stand til at medbringe miner.
Jane's Defence Weekly rapporterer at Dolfin-klassen formentligt er bevæbnet med kernevåben, hvilket gør Israel i stand til at slå tilbage på et eventuelt atomangreb på landet. Rapporter om de fire 650 mm torpedorør antager at ubådene er i stand til at affyre Popeye Turbo krydsermissiler med atomsprænghoveder med en rækkevidde på op til 1500 kilometer. Disse store torpedorør kan formentligt også benyttes til at aflevere og opsamle specialstyrker.

## Patruljer
Ifølge nyhedsopdateringer er ubådenes normale operationsområde i Middelhavet. Efter at have stationeret en ubåd i Rødehavet i juni 2009, hvilket israelske medier tolkede som en advarsel til Iran, besluttede den israelske flåde i maj 2010 at holde mindst en ubåd udrustet med atomvåben i området permanent som modsvar til Irans formodede anskaffelse af ballistiske missiler og dets atomvåbenprogram.

## Yderligere anskaffelser
I 2006 underskrev Israel en kontrakt med ThyssenKrupp om anskaffelsen af yderligere to undervandsbåde fra datterselskabet HDW. Disse to nye undervandsbåde skulle være en opgraderet version med et deplacement der var 28 procent tungere end de første tre enheder i Dolphin-klassen og var udstyret med et luftuafhængigt fremdrivningssystem (AIP) i stil med den tyske Type 212A-klasse. Den 6. juli 2006 besluttede Tysklands regering at finansiere forskuddet til produktionen af de to enheder i den 2. serie, omkring 170 millioner euro. De to undervandsbåde koster, med alt inklusiv, omkring 1,3 milliarder euro hvoraf en tredjedel var finansieret af Tyskland. I 2010, benægtede både Israel og Tyskland at der fandt drøftelser sted omkring produktionen af en sjette enhed. Dog bestilte Israel i 2011 en 6. undervandsbåd i klassen som efter sigende blev købt for 1 milliard USD uden tilskud fra Tyskland. I juli 2011 under et møde mellem den tyske forsvarsminister Thomas de Maizière, den israelske premierminister Benjamin Netanyahu og Israels forsvarsminister Ehud Barak, kom man frem til en aftale om et tysk tilskud på 135 mio USD af de 500-700 mio USD som blev den endelige pris på den 6. undervandsbåd.
Der Spiegel rapporterede senere at Tyskland havde truet med at trække sig fra aftalen efter udvidelsen af en række israelske bosættelser. Amos Gilad fra det israelske forsvarsministerium afkræftede dette rygte og fastslog at kontrakten fortsatte som planlagt. Tyske kilder fortalte at ubådshandelen kun fortsatte som en betingelse for at Israel optøede det palæstinensiske selvstyres frosne økonomiske midler.

## Skibe i klassen
| Pennant | Navn           | Serie   | Kølen lagt        | Søsat          | Indgået           | Skæbne             | Kaldesignal |
| ------- | -------------- | ------- | ----------------- | -------------- | ----------------- | ------------------ | ----------- |
| -       | Dolphin        | Serie 1 | 7. oktober 1994   | 12. april 1996 | 27. juli 1999     | I tjeneste         | -           |
| -       | Leviathan      | Serie 1 | 12. april 1995    | 25. april 1997 | 15. november 1999 | I tjeneste         | -           |
| -       | Tekuma         | Serie 1 | 12. december 1996 | 26. juni 1998  | 25. juli 2000     | I tjeneste         | -           |
| -       | Tanin          | Serie 2 | 2007              | maj 2012       | 30. juni 2014     | I tjeneste         | -           |
| -       | Rahav          | Serie 2 | 2008              | 29. april 2013 | ultimo 2015       | Under udrustning   | -           |
| -       | Ikke navngivet | Serie 2 | 2012              | -              | Forventet 2018    | Under konstruktion | -           |